# Best Kept Secret (album de Slum Village)
Pour les articles homonymes, voir Best Kept Secret.
Albums de Slum Village
Fantastic, Vol. 2
(2000) Dirty District
(2002)
Best Kept Secret est une compilation de Slum Village (sous le nom de J-88), sortie le 31 juillet 2000. 
Cet album est sorti juste avant le départ du producteur et membre du groupe, Jay Dee, qui voulait se focaliser sur sa carrière solo. L'album regroupe en fait des morceaux non utilisés et des remixes de morceaux de leurs deux précédents albums : Fan-Tas-Tic (Vol. 1) et Fantastic, Vol. 2. 
Tous les titres sont produits par Jay Dee, excepté les remixes réalisés par Madlib et par le britannique IG Culture.

## Liste des titres
| No  | Titre                                           | Contient un (des) sample(s) de                          | Durée |
| --- | ----------------------------------------------- | ------------------------------------------------------- | ----- |
| 1.  | From Detroit With Love (Intro)                  |                                                         | 0:40  |
| 2.  | The Look of Love, Pt. 1                         |                                                         | 3:36  |
| 3.  | Get It Together                                 |                                                         | 2:57  |
| 4.  | Stupid Lies                                     | In Time de Sly and the Family Stone                     | 2:34  |
| 5.  | The Things You Do                               |                                                         | 2:36  |
| 6.  | Keep It On                                      |                                                         | 3:02  |
| 7.  | The Look of Love, Pt. 2                         | The Look of Love de Barney Kessel                       | 3:11  |
| 8.  | Get It Together (Madlib Remix)                  |                                                         | 2:44  |
| 9.  | The Things You Do (Madlib Remix)                | The School Boy de David Axelrod The Boss de James Brown | 3:50  |
| 10. | Get It Together (IG Culture Basement Jerks Mix) | The World Is a Ghetto d'Ahmad Jamal                     | 4:01  |